# ESC Clermont Business School
ESC Clermont Business School je evropská obchodní škola s kampusy (pobočkami) v Clermont-Ferrand, která byla založena v roce 1919.

## Popis
ESC Clermont je akreditovaná u třech mezinárodních organizací: EPAS, AMBA, a AACSB. Škola má přibližně 13000 absolventů. Mezi významné absolventy patří Jean-Pierre Caillard (ředitel společnosti Groupe Centre-France La Montagne) a Claude Wolff (Starosta Chamalières).

## Programy
ESC Clermont nabízí magisterský program v oboru managementu (Master in Management), několik specializovaných magisterských programů v oborech jako marketing, finance, média či personalistika (HR).

## Mezinárodní srovnání
V roce 2019 se program “Master in Management” umístil na 99. místě v mezinárodním žebříčku deníku Financial Times.